# Station Zaborze
Station Zaborze is een spoorwegstation in de Poolse plaats Zaborze.